# Liz Ricketts
Pour les articles homonymes, voir Ricketts.
Liz Ricketts, est une styliste américaine de mode. Elle fonde The OR Foundation pour dénoncer la situation au Ghana, provoquée par la filière de récupération des vêtements en Europe.

## Biographie
Liz Ricketts est diplômée en design de mode de l'Université de Cincinnati. En 2010, elle s'installe à New York. Elle travaille dans la mode en tant que designer, styliste et consultante.
Face au développement de la fast fashion, qui produit des vêtements peu chers et de mauvaise qualité, de façon que les personnes renouvellent sans cesse leur garde-robe, Liz Ricketts s'intéresse à la filière de l'upcycling qui propose une seconde vie aux vêtements portés. L'une de ses missions se déroule au Ghana. Elle découvre que chaque semaine 15 millions de vêtements usagés de l'Europe, d'Australie et du Royaume-Uni sont revendus au marché de Kantamanto à Accra. Cela déstabilise et fragilise l'économie locale, notamment l’industrie textile traditionnelle. Cette masse de vêtements usagés sont en partie impropres et inappropriés pour un écoulement sur le marché local. Ces vêtements finissent dans les décharges à ciel ouvert et génèrent une pollution des eaux et de l'océan. La décharge est recouverte en 2021.
En 2011, elle fonde avec Branson Skinner, The OR Foundation. La fondation vient en aide aux personnes dépendantes de cette filière. Cependant, la mission de la fondation n'est pas d'aider cette filière, mais vise la réduction de production de vêtements : 40 % des vêtements produits ne sont ni vendus, ni portés. Les déchets font partie du modèle économique de la fast fashion. Réduire la production aura pour conséquence la réduction des déchets et des gaz à effet de serre.

## Citation
« La seconde main sert d’excuse aux habitants des pays riches pour consommer toujours plus, sans se poser de question sur les conséquences de leurs achats. »

## Distinctions
- Faculty Tribute Award for Special Studies, Harvard, 2016[7]